# EX-209
La carretera EX-209 es de titularidad de la Junta de Extremadura. Su categoría es intercomarcal. Su denominación oficial es   EX-209 , de Badajoz a Mérida por Montijo.

## Historia de la carretera
Es la antigua C-537 que fue renombrada en el cambio del catálogo de Carreteras de la Junta de Extremadura en el año 1997.

## Inicio
Su origen está en la intersección con  N-523  cerca de Badajoz. (38°55′13″N 6°56′49″O / 38.920231, -6.946836)

## Final
Su final está en la glorieta intersección con la  N-630  en Mérida. (38°56′09″N 6°20′45″O / 38.935725, -6.345797)